# Rudolf Huna
Rudolf Huna (ur. 27 maja 1980 w Liptowskim Mikułaszu) – słowacki hokeista. Reprezentant Słowacji.
Jego bracia Róbert i Richard (bliźniacy urodzeni w 1985) także zostali hokeistami.

## Kariera
- MHk 32 Liptovský Mikuláš (1997-2005)
- Nieftiechimik Niżniekamsk (2004)
- Leksands IF (2005)
- HC Oceláři Trzyniec (2005-2006)
- Füchse Duisburg (2006-2007)
- HC Košice (2007-2010)
- HC Vítkovice (2010-2011)
- HC Lev Poprad (2011-2012)
- HC Vítkovice (2012-2015)
- HK Poprad (2015-)
- HC Energie Karlowe Wary (2015-2016)
- MHk 32 Liptovský Mikuláš (2016-2018)
  -  HC Košice (2017)
- MsHK Žilina (2018-2019)
- MHk 32 Liptovský Mikuláš (2019-)

Wychowanek klubu MHk 32 Liptovský Mikuláš. Występował w klubach słowackiej ekstraligi, superlidze rosyjskiej, niemieckiej DEL, szwedzkiej Allsvenskan i rosyjskiej KHL. Od 2010 do 2011 i ponownie od sierpnia 2012 zawodnik klubu HC Vítkovice w czeskiej ekstralidze. W kwietniu 2013 przedłużył umowę o dwa lata. Od września 2015 zawodnik HK Poprad. Od końca października 2015 zawodnik czeskiego klubu HC Energie Karlowe Wary.
Brał udział w turnieju zimowej uniwersjady edycji 2001.

## Sukcesy
Reprezentacyjne
- Złoty medal zimowej uniwersjady: 2001

Klubowe
- Mistrzostwo Allsvenskan: 2005 z Leksand
- Awans do Elitserien: 2005 z Leksand
- Brązowy medal mistrzostw Słowacji: 2007 z HC Koszyce
- Srebrny medal mistrzostw Słowacji: 2008 z HC Koszyce
- Złoty medal mistrzostw Słowacji: 2009, 2010 z HC Koszyce
- Puchar Tatrzański: 2008 z HC Koszyce
- Srebrny medal mistrzostw Czech: 2011 z HC Vítkovice

Indywidualne
- Ekstraliga słowacka 2008/2009: skład gwiazd
- Ekstraliga słowacka 2009/2010: skład gwiazd